# Marian Janicki (generał MO)
Marian Janicki, Marcel Janicki  (ur. 12 października 1927 w Kcyni, zm. 21 sierpnia 2020) – generał brygady Milicji Obywatelskiej, komendant główny MO w latach 1973–1978.

## Życiorys
Syn Jana i Marty. Służbę w MO rozpoczął w 1946 jako funkcjonariusz Komendy Wojewódzkiej we Wrocławiu. Ukończył Szkołę Oficerską CW MO w Słupsku (1947). W tymże 1947 został młodszym referentem służby śledczej, a w 1948 referentem Sekcji Przestępstw Młodocianych Wydziału Służby Zewnętrznej w KW MO we Wrocławiu. Od 1949 do 1955 pracował w Komendzie Głównej MO. W latach 1949–1950 był starszym referentem w Sekcji Zabójstw i Analiz Wydziału Służby Śledczej KG MO, zaś w latach 1950–1955 funkcjonariuszem Oddziału III KG MO: kierownikiem Sekcji II Wydziału I, zastępcą naczelnika Wydziału I, naczelnikiem Wydziału II oraz Wydziału I.
W 1955 objął funkcję zastępcy komendanta stołecznego MO w Warszawie, a w 1967 I zastępcy komendanta stołecznego ds. MO. W latach 1969–1972 był komendantem wojewódzkim MO we Wrocławiu. Od 1972 do 1973 był zastępcą komendanta głównego MO. W latach 1973–1978 pełnił funkcję komendanta głównego Milicji Obywatelskiej. Od 1978 podsekretarz stanu w Ministerstwie Spraw Wewnętrznych. Ambasador PRL w Tunezji w latach 1981–1985.
Członek Komunistycznej Partii Belgii, PPR i PZPR. Na VII Zjeździe PZPR w grudniu 1975 wybrany w skład Centralnej Komisji Kontroli Partyjnej (do 1980).